# Matilda Mk II
Infantry Tank Mark II, známý jako Matilda II, byl britský těžký pěchotní tank navržený v roce 1937 a vyráběný během druhé světové války.
V roce 1936 rozhodlo britské ministerstvo války o vývoji tanku, který by byl souměřitelný s nově vyvíjenými stroji obdobného typu. Tento tank pro čtyřčlennou posádku měl mít hydraulicky ovládanou věž, která by mohla nést jeden moderní dvouliberní (40 mm) rychlopalný protitankový kanon se spřaženým kulometem Vickers ráže 7,7 mm, respektive BESA ráže 7,92 mm. Pohon měly obstarávat dva dieselové motory AEC (Leyland E 148). Spotřeba paliva se při jízdě po silnici pohybovala okolo 129 litrů na 100 km. Maximální hloubka brodění dosahovala 0,9 m. Tank dostal označení Mk II Matilda.
Tank prokazoval poměrně dobré vlastnosti a jeho zkoušky probíhaly úspěšně a bez větších komplikací, což bylo v období nadcházející války velmi významné. Známou slabinou konstrukce byla nízká rychlost, ta se ale vzhledem k určení stroje zprvu nepovažovala za příliš velkou nevýhodu - předpoklad byl, že pro podpůrný pěchotní tank bude zcela dostačovat pokud v terénu bude dosahovat rychlosti běžícího pěšáka, kterého měl podporovat. Předností naopak byla dobrá pancéřová ochrana a poměrně velký jízdní dosah. Jednou z nevýhod, které se při úvodním testování a nasazení nepodařilo dostatečně identifikovat a včas odstranit, byla nevhodnost použitých plochých pásů, které byly na vlhké trávě náchylné smyku a v extrémních případech zcela ztrácely trakci. 

## Nasazení
Tanky Matilda Mk. II se v menším počtu (nejčastěji uváděno 23 kusů) účastnily bojů již bitvy ve Francii roce 1940, kde jejich silný pancíř a výkonná protitanková výzbroj představovala značný problém pro německé tanky. Pro velkou odolnost vůči tehdejším standardním 37mm německým protitankovým dělům musely být Matildy ničeny taženým polním dělostřelectvem velké ráže (nejčastěji 105mm houfnicemi), dvouúčelovými 88 mm flaky, nebo bitevním letectvem.
Matildy se významným způsobem účastnily bojů v Africe, kde zprvu byly více než zdatným soupeřem italských a německých tanků, ale výraznou nevýhodu představovala absence výbušného (HE) střeliva pro boj s nepřátelskými protitankovými děly (konstrukce britského dvouliberního děla s nebyla příliš vhodná pro použití jiných, než průbojných protipancéřových střel, výbušné náboje pro něj sice byly vyvinuty a vyrobeny v malém množství, k bojovým jednotkám se však prakticky nedostaly). Osádky britských tanků se tak ocitaly vůči nepřátelským protitankovým dělům ve velmi nevýhodném postavení, neboť účinný dostřel nepřátelského taženého protitankového děla převyšoval účinný dostřel jediné jejich zbývající protipěchotní výzbroje tanků: kulometů. Situaci se Britové pokoušeli řešit vyzbrojení části Matild krátkohlavňovými 3" (76mm) houfnicemi namísto dvouliberních protitankových děl. Použití podobné rozdělené/specializované výzbroje, ovšem představovalo značnou taktickou nevýhodu a omezovalo flexibilitu nasazení.
Pro omezenou rychlost nevyhovovaly Matildy pohyblivému vedení boje, které v rozsáhlých prostorách pouště převažovalo. Výrazným limitem byla i výzbroj a dvoumístná věž, která v bojových situacích znemožňovala veliteli tanku koncentrovat se na vedení stroje, protože musel plnit i roli střelce. Beznadějně zastaralými se pak Matildy staly s příchodem modernějších německých tanků a protitankových děl s dlouhohlavňovými kanony větší ráže (5 cm a 7,5 cm), proti kterým jejich pancíř již neposkytoval nijak nadstandardní ochranu. Ačkoliv se objevilo několik variant tanku Matilda Mk. II s různými vylepšeními, z důvodů principiálních limitů konstrukce nebylo možné výrazněji zvýšit jejich bojovou hodnotu. Z důvodů nouze a absence lepších typů však byli Spojenci nuceni Matildy používat i v době, kdy již byly jasně podřadné. Příznačné pro danou situaci se to, že skutečnou náhradou Matild se stal tank Valentine, který měl podobné slabiny, pokud jde o výzbroj a rychlost, byl však jednodušší, lehčí a pohyblivější.
V letech 1939 až 1943 bylo vyrobeno 2987 tanků Mk.II. Okolo 1000 kusů bylo v rámci zákona O půjčce a pronájmu zasláno do SSSR, kde se některé zúčastnily již v závěru roku 1941 Bitvy o Moskvu. S výjimkou této nejkritičtější fáze, kdy Sověti trpěli zoufalým nedostatkem vlastní obrněné techniky, nebyl tank Matilda v SSSR považován za příliš přínosný – při zhruba stejné hmotnosti jako tamější T-34/76 měl výrazně nižší pohyblivost, odolnost i výzbroj... Jednou z výslovných Stalinových žádostí vůči Churchillovi bylo zasílat do SSSR místo britských tanků raději americké nákladní automobily. 